# 上鷺宮
上鷺宮（かみさぎのみや）は、東京都中野区の地名。現行行政地名は上鷺宮一丁目から上鷺宮五丁目。住居表示実施済区域。

## 地理
中野区の最北西部に位置する。地域の東部は練馬区中村南・中村・中村北にそれぞれ接する。北部は練馬区貫井に接する。北西部は練馬区富士見台に接する。西部は杉並区井草に接する。南部は新青梅街道を境に中野区鷺宮に接する。地域の北部を千川通り（暗渠化された千川上水）が横断している。また、地域の東部を一部中杉通りが縦貫している。地域内の多くは閑静な住宅街となっている。

### 地価
住宅地の地価は、2025年（令和7年）1月1日の公示地価によれば、上鷺宮5-21-8の地点で46万2000円/m2となっている。

## 歴史

### 沿革
- 江戸時代は多摩郡上鷺宮村の一部。今川直房の所領となり、その子孫が伝領して明治維新に至る[6]。
- 1889年（明治22年） - 東京府東多摩郡野方村大字上鷺宮となる[7]。
- 1932年（昭和7年） - 東京府東京市中野区鷺宮五丁目、六丁目となる[7]。
- 1965年（昭和40年） - 鷺宮五丁目、六丁目のうち、新青梅街道以北が上鷺宮一丁目から五丁目となる[7]。
- 2005年（平成17年） - コミュニティバス「なかのん」運行開始。当地域から中野区役所方面へのアクセス利便性向上を図る。

## 世帯数と人口
2023年（令和5年）1月1日現在（東京都発表）の世帯数と人口は以下の通りである。
| 丁目         | 世帯数    | 人口     |
| ------------ | --------- | -------- |
| 上鷺宮一丁目 | 1,351世帯 | 2,618人  |
| 上鷺宮二丁目 | 1,400世帯 | 2,823人  |
| 上鷺宮三丁目 | 1,232世帯 | 2,501人  |
| 上鷺宮四丁目 | 1,360世帯 | 2,618人  |
| 上鷺宮五丁目 | 1,879世帯 | 3,856人  |
| 計           | 7,222世帯 | 14,416人 |

### 人口の変遷
国勢調査による人口の推移。
| 年                 | 人口   |
| ------------------ | ------ |
| 1995年（平成7年）  | 11,934 |
| 2000年（平成12年） | 12,808 |
| 2005年（平成17年） | 12,733 |
| 2010年（平成22年） | 13,016 |
| 2015年（平成27年） | 13,844 |
| 2020年（令和2年）  | 14,238 |

### 世帯数の変遷
国勢調査による世帯数の推移。
| 年                 | 世帯数 |
| ------------------ | ------ |
| 1995年（平成7年）  | 4,644  |
| 2000年（平成12年） | 5,314  |
| 2005年（平成17年） | 5,492  |
| 2010年（平成22年） | 5,994  |
| 2015年（平成27年） | 6,559  |
| 2020年（令和2年）  | 6,758  |

## 学区
区立小・中学校に通う場合、学区は以下の通りとなる（2024年4月現在）。
| 丁目         | 番地                      | 小学校               | 中学校               |
| ------------ | ------------------------- | -------------------- | -------------------- |
| 上鷺宮一丁目 | 全域                      | 中野区立上鷺宮小学校 | 中野区立北中野中学校 |
| 上鷺宮二丁目 | 1〜11番 16〜20番 22〜24番 | 中野区立上鷺宮小学校 | 中野区立北中野中学校 |
| 上鷺宮二丁目 | 12〜15番 21番             | 中野区立武蔵台小学校 | 中野区立北中野中学校 |
| 上鷺宮三丁目 | 全域                      | 中野区立上鷺宮小学校 | 中野区立北中野中学校 |
| 上鷺宮四丁目 | 全域                      | 中野区立上鷺宮小学校 | 中野区立北中野中学校 |
| 上鷺宮五丁目 | 全域                      | 中野区立武蔵台小学校 | 中野区立北中野中学校 |

## 交通

### 鉄道
当地域内に駅はないが、西武池袋線・富士見台駅、中村橋駅（共に練馬区貫井）、西武新宿線の鷺ノ宮駅（中野区鷺宮）、下井草駅（杉並区下井草）が最寄り駅の範囲にある。

### バス
- 関東バス阿01、03系統（早朝阿佐ヶ谷方面1本のみ）、荻06、07系統「鷺宮四丁目」
- 西武バス練43系統、関東バス阿03、荻07-1系統（早朝中村橋方向1本のみ）「富士見台駅」、「富士見台一丁目」
- 関東バスK01系統（中野駅～井草一丁目《旧・コミュニティバス「なかのん」》）「稔ヶ丘高校」、「北中野中学校」、「武蔵台小学校」、「武蔵丘高校」、「武蔵丘高校入口」、「鷺宮四丁目」【新青梅街道を通る系統であるが本数は少ない。従って、中野駅や中野区役所方面に向かう場合は西武新宿線の野方駅、沼袋駅、新井薬師前駅、西武池袋線の練馬駅、江古田駅、JR中央線の阿佐ケ谷駅、荻窪駅などを経由しての利用の方が便利である】

## 事業所
2021年（令和3年）現在の経済センサス調査による事業所数と従業員数は以下の通りである。
| 丁目         | 事業所数  | 従業員数 |
| ------------ | --------- | -------- |
| 上鷺宮一丁目 | 43事業所  | 227人    |
| 上鷺宮二丁目 | 54事業所  | 409人    |
| 上鷺宮三丁目 | 60事業所  | 505人    |
| 上鷺宮四丁目 | 77事業所  | 398人    |
| 上鷺宮五丁目 | 67事業所  | 504人    |
| 計           | 301事業所 | 2,043人  |

### 事業者数の変遷
経済センサスによる事業所数の推移。
| 年                 | 事業者数 |
| ------------------ | -------- |
| 2016年（平成28年） | 262      |
| 2021年（令和3年）  | 301      |

### 従業員数の変遷
経済センサスによる従業員数の推移。
| 年                 | 従業員数 |
| ------------------ | -------- |
| 2016年（平成28年） | 1,796    |
| 2021年（令和3年）  | 2,043    |

## 施設
- 冨士見台駅前郵便局
- コーシャハイム上鷺宮
- 東京都立稔ヶ丘高等学校（2007年4月開校）
- 東京都立武蔵丘高等学校
- 中野区立北中野中学校
- 中野区立武蔵台小学校
- 中野区立上鷺宮小学校

## その他

### 日本郵便
- 郵便番号 : 165-0031[3]（集配局 : 中野北郵便局[17]）。